# Fàbrica i xemeneia Nicolau
La Fàbrica i xemeneia Nicolau és una obra de Ripoll protegida com a Bé Cultural d'Interès Local.

## Descripció
Edifici de planta rectangular format per planta baixa i dos pisos. Els materials de construcció són pedres de riu, unides amb ciment, les obertures són de maons. Els arcs són de punt rodó rebaixats. En un xamfrà de l'edifici que dona al passeig Elies Rogent hi ha una torre de planta quadrada feta amb maons. La xemeneia de planta quadrada presenta una base més ample que la part superior.